# Volturara Appula
Volturara Appula er en by i provinsen Foggia, som ligger i den nordlige del af regionen Apulien (på italiensk Puglia). Apulien strækker sig helt ned i hælen af Italien. Byen har et areal på 51,9 km² og en befolkningstæthed på 9,6 indbyggere pr. km².